# Вжесня (Мазовецьке воєводство)
Вжесня (пол. Września) — село в Польщі, у гміні Росьцишево Серпецького повіту Мазовецького воєводства.
Населення — 213 осіб (2011).
У 1975-1998 роках село належало до Плоцького воєводства.

## Демографія
Демографічна структура станом на 31 березня 2011 року:
|          | Загалом | Допрацездатний вік | Працездатний вік | Постпрацездатний вік |
| -------- | ------- | ------------------ | ---------------- | -------------------- |
| Чоловіки | 106     | 28                 | 64               | 14                   |
| Жінки    | 107     | 28                 | 48               | 31                   |
| Разом    | 213     | 56                 | 112              | 45                   |